# Donauinsel
Donauinsel este o insulă cu o lungime de 21,1 km și o lățime de 200 m, situată în Viena, între Dunăre și o ramură a ei numită Neue Donau (Dunărea nouă).